# Barrage de Taléghan
Le barrage de Taléghan (en persan : سَدِّ طالِقان, sad-e Ţāleqān) est un barrage du Nord de l'Iran.